# Brahmanarahalli, Gudibanda
Brahmanarahalli là một làng thuộc tehsil Gudibanda, huyện Kolar, bang Karnataka, Ấn Độ.